# Historia de Toyota en los deportes de motor

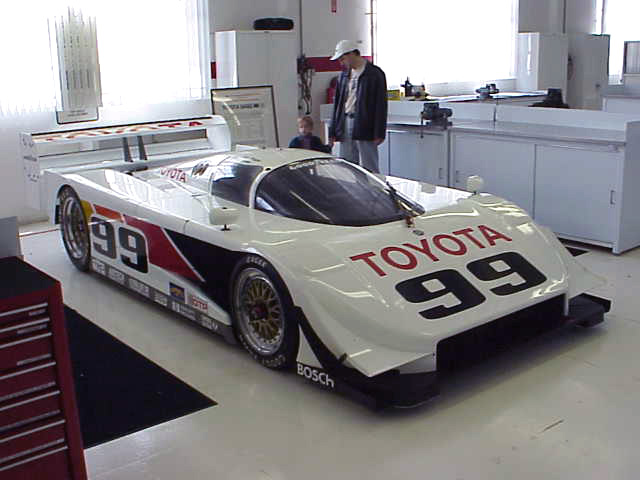
Toyota Eagle MK III del Campeonato IMSA GT, ganó 21 de las 27 carreras en que participó y logró dos campeonatos de pilotos con Juan Manuel Fangio II en 1992 y 1993, así como el campeonato de constructores en dicho años

La marca automotriz japonesa Toyota ha tenido participación en el deporte motor desde la década de 1970. Ha participado en Fórmula 1, WRC, WEC, IndyCar, CART, NASCAR, IMSA GT, Super GT, BTCC, TC2000 y diferentes campeonatos de todoterrenos, entre ellos el Rally Dakar y la Baja 1000.

## Fórmula 1
En 2002 Toyota comenzó a participar en Fórmula 1 con el Toyota Team Europe, basado en Colonia (Alemania). A pesar una enorme inversión, el equipo se mantiene en la mitad de la grilla.

En 2004, el diseñador Mike Gascoyne fue contratado, y dejó el equipo a mitad de camino de la temporada de 2006; desde 2005 el equipo había avanzado desde la zona media a las posiciones delanteras. Jarno Trulli consiguió dos segundas plazas y una tercera plaza en las primeras cinco carreras de la temporada, ayudando al equipo a mantener la segunda posición en el Campeonato de Constructores durante varias carreras.

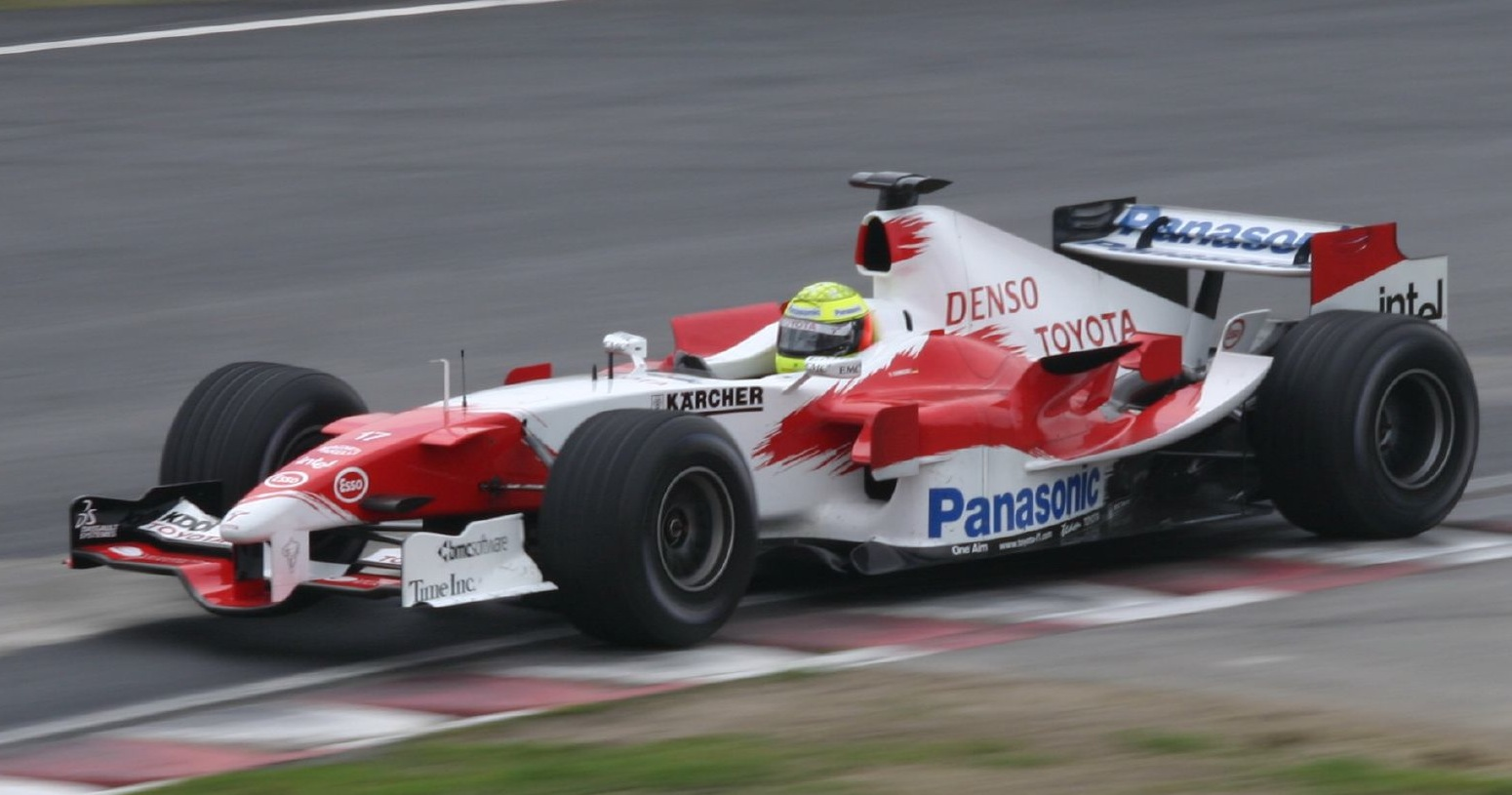
Toyota TF105 de Ralf Schumacher.

En 2007, Toyota suministró motores al equipo Williams, quienes consiguieron como mejor posición un tercer puesto en Canadá, sin dejar de competir con su propio equipo. Esta temporada supuso un retraso, pues el equipo volvió a la parte intermedia de la parrilla, solo algunas de las buenas y habituales clasificaciones de Jarno Trulli lo maquillaban. Pronto se haría evidente que estaban perdiendo dinero constantemente y que necesitaban una victoria pronto.
En 2008, el Toyota es más competitivo y vuelve a las posiciones más o menos delanteras, consiguieron 2 podios, Trulli en Francia y Glock en Hungría.
Williams-Toyota consiguió también 2 podios, ambos de Rosberg, pero ambos en carreras caóticas, demostrando que el Williams era peor que el Toyota.
En 2009 el Toyota sigue evolucionando mejor y en las 4 primeras carreras no abandonan los puntos, además suben al podio 3 de esas 4 veces y se colocan 3ºs en la clasificación. Trulli consiguió ponerse 3º en la clasificación en Australia y Glock en China. Tras este prometedor comienzo de 2009, las cosas no salen como se esperaban, y ya no puntúan con tanta frecuencia. Pero en Singapur, Glock consigue un podio y Trulli otro en Japón, En esa carrera Glock se lesionó y a partir de allí le sustituyó Kobayashi, mostrándose muy competitivo y siendo un rival correoso. Este debutante logró 3 puntos.
Ese año, Williams, sería el último que usaría motores Toyota. Mostró ser el 4º mejor coche a principio de temporada, sin embargo no consiguió ningún podio, siendo la 2ª vez que pasa eso, además Nakajima no consiguió ni un solo punto frente a los 35,5 de Rosberg, quien estuvo a punto de ganar la carrera de Malasia, que pudo ser la primera victoria para un motor Toyota, ya que lideraba hasta la llegada de las caóticas paradas.
Ese año Toyota abandonaría tras no conseguir victorias y caer en bancarrota.

## Rally

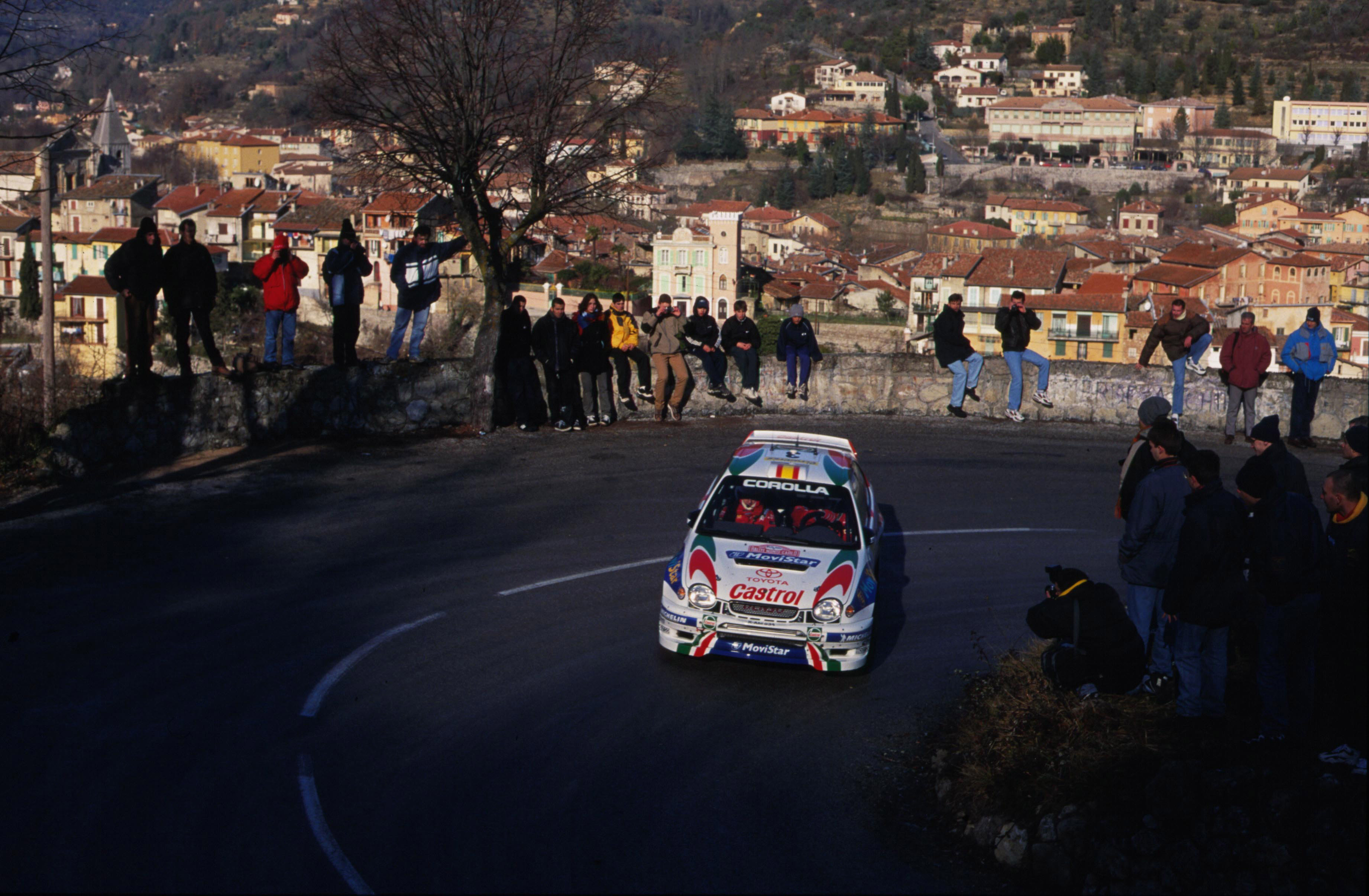
El Toyota Corolla WRC de Carlos Sainz durante el Rally de Monte Carlo de 1999.

La presencia de Toyota en el automovilismo se remonta a principios de los años 1970, cuando el conductor sueco Ove Andersson condujo para Toyota durante el RAC Rally de Gran Bretaña. Durante el invierno de 1972, Andersson formó Andersson Motorsport en su país natal y comenzó a crear un programa de rallyes para Toyota. El movimiento no resultó práctico y tres años después de establecer su equipo, Andersson movió su base de Suecia a Bruselas en Bélgica. A partir de entonces el equipo fue renombrado a Toyota Team Europe.
La primera victoria de Toyota en el automovilismo llegó en el Rally de los 1000 Lagos de Finlandia de 1975, cuando Hannu Mikkola y su copiloto, Atso Aho, ganaron el evento en un Toyota Corolla. Tres años después, el equipo se movió a una nueva base en Colonia, en Alemania occidental. No fue hasta los años 1980 cuando Toyota comenzó a obtener éxitos significativos, especialmente en los rallyes africanos, donde Bjorn Waldegaard y Juha Kankkunen estaban normalmente a la cabeza de las clasificaciones. El equipo entonces estableció su instalación automovilística multipropósito en Colonia tres años después, que sigue usándose hoy en día.
En 1990, Carlos Sainz dio a Toyota su primera victoria en un Campeonato en un Toyota Celica con tracción a las cuatro ruedas y repitió la hazaña 2 años después. En 1993, Toyota compró el equipo de Andersson y lo nombró Toyota Motorsport GmbH, en el mismo año Juha Kankkunen ganó el título de WRC y Toyota ganó el Campeonato de Constructores, convirtiéndose en el primer fabricante japonés en hacerlo. Este éxito fue repetido un año después pero esta vez por el francés Didier Auriol.
El 1995 resultó un año difícil para Toyota, ya que el equipo fue pillado usando turbocompresores ilegales y la FIA les inhabilitó durante 12 meses. La empresa volvió a los rallies en 1996, pero sus competidores, notablemente Mitsubishi y Subaru, tenían una clara ventaja sobre sus coches.
1997 resultaría ser otro año poco competitivo para Toyota, con el equipo todavía por detrás de su compatriotas japoneses, Subaru y Mitsubishi, y Carlos Sainz el conductor de Toyota con la posición más elevada quedando tercero en el Campeonato de Conductores, 11 puntos detrás del campeón Tommi Mäkinen. Sainz se quedó a 1 punto del título de 1998, cuando su Corolla sufrió un fallo en el motor en el tramo final del último rally en Gran Bretaña, mientras Toyota estuvo a 6 puntos del Campeonato de Constructores, mucha gente culpan la elección de Toyota del belga Freddy Loix como uno de los conductores puntuadores del equipo en el Rally de España en vez del conductor habitual Didier Auriol, porque Auriol consiguió ganar el evento por delante de la segunda plaza de Loix. Toyota decidió dejar de participar en el WRC al final de la temporada de 1999, citando que "todo lo que se puede conseguir se ha conseguido". El equipo consiguió asegurar el título de Fabricantes en su última temporada, 18 puntos por delante de su rival más cercano Subaru, mientras Didier Auriol quedó a 10 puntos del título de Conductores.
Toyota regresó al Campeonato Mundial de Rally en la temporada 2017 para competir con un Toyota Yaris WRC. Jari-Matti Latvala venció en el segundo rally de la temporada y Esapekka Lappi logró el segundo triunfo ese año. Junto a la llegada de Ott Tänak en 2018, Toyota se alzó con la victoria en cinco ocasiones y fue ganadora del Campeonato de Equipos con más de 20 puntos de ventaja sobre Hyundai. Tänak fue el mejor ubicado; tercero.

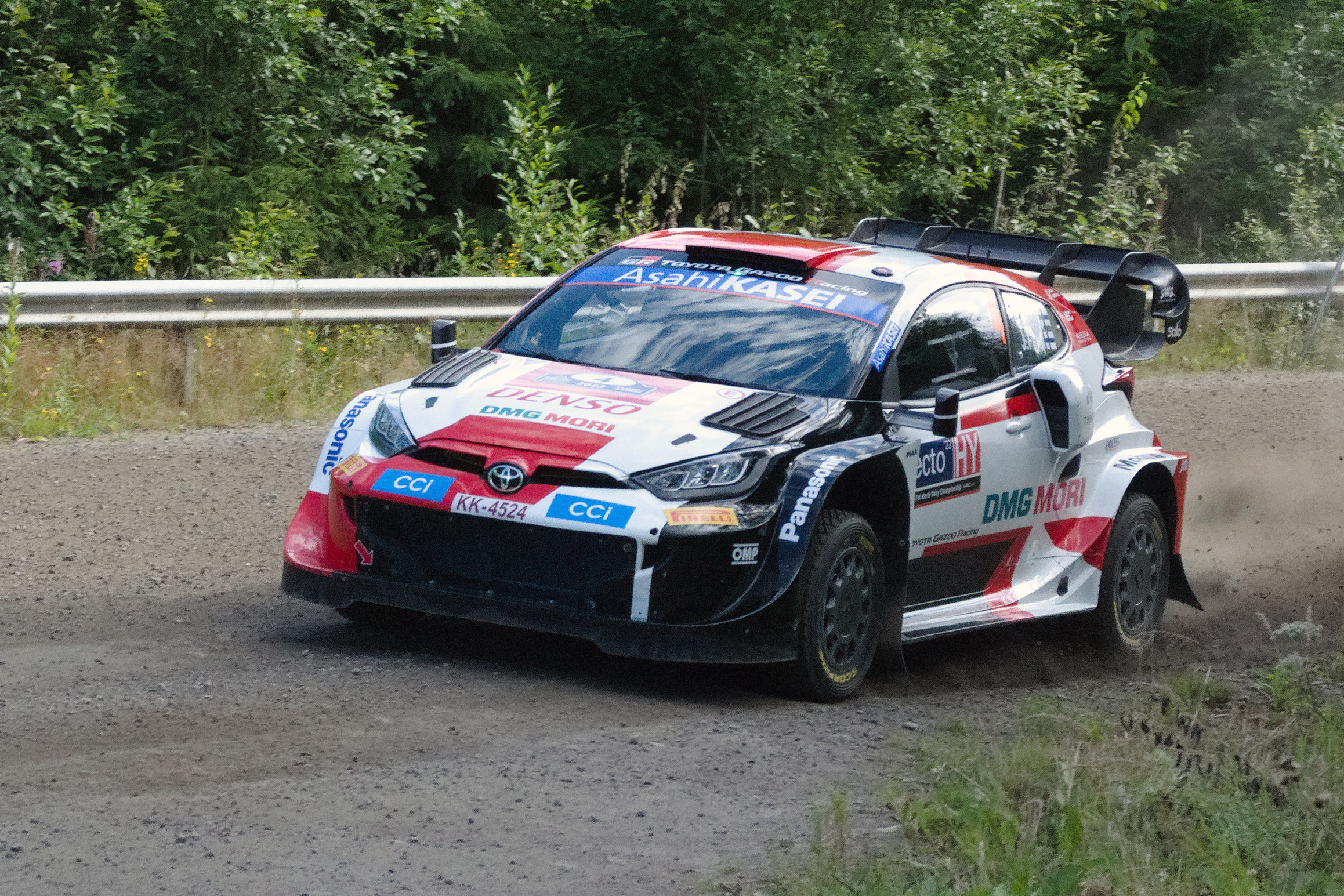
El Toyota Yaris WRC de Esapekka Lappi durante el Rally de Finlandia de 2022.

En 2019, el estonio consiguió vencer en seis oportunidades y subir al podio en otras tres. De esta manera, se consagró campeón mundial con 36 puntos de ventaja sobre el segundo, Thierry Neuville de Hyundai. Pero los otros dos pilotos de Toyota lograron solamente dos podios puntuables para el Campeonato de Equipos, y Hyundai les ganó el título por 18 puntos.

## Resistencia
En la década de 1980 Toyota participaron con distintos sport prototipos de la Grupo C en distintos campeonatos. El equipo oficial de la marca, TOM'S ha competido en el Campeonato Mundial de Resistencia y en las 24 Horas de Le Mans hasta 1994, con resultados variables; logró un segundo lugar en las 24 Horas de Le Mans de 1992 con un Toyota TS010 pilotado por Masanori Sekiya, Pierre-Henri Raphanel, y Kenny Acheson.

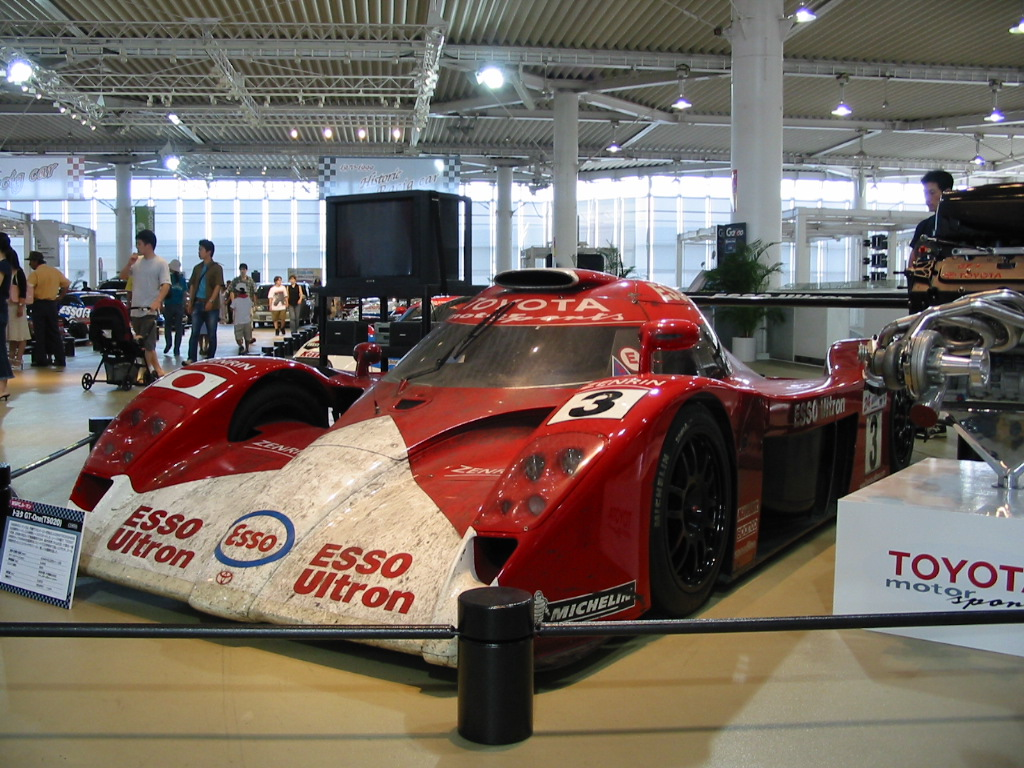
Toyota GT-One de 1999.

Al mismo tiempo la marca disputó el Campeonato IMSA GT; primero con un Toyota Celica en la clase GTU, y luego se asoció con All American Racers para competir en la clase GTP, con sport prototipos como el Eagle MkIII con motor Toyota, que obtuvo los títulos de pilotos en 1992 y 1993 logrados por Juan Manuel Fangio II, así como los títulos de constructores en ambos años. 
En 1997, Toyota empezó contratando personal para participar de 24 Horas de Le Mans, con el objetivo de comenzar un equipo de Fórmula 1. Los esfuerzos de Toyota por un automóvil para Le Mans dieron como resultado al Toyota GT-One, que fue conducido por expilotos de Fórmula 1: Martin Brundle, Thierry Boutsen y Ukyō Katayama. Los GT-One de doble turbocompresor y 3,6 litros fueron batidos en 1998 y 1999 pero estuvieron cerca de la victoria, averiándose más tarde en la carrera. Sin embargo, el GT-One mantuvo el récord de vuelta para el Circuito de la Sarthe hasta 2006.
Toyota regresó a las carreras de resistencia en 2012, con el Toyota TS030 Hybrid de la clase LMP1. Equipado con un sistema de propulsión híbrido eléctrico, logró cinco victorias en 14 carreras disputadas en el Campeonato Mundial de Resistencia (aunque ninguna en Le Mans) y obtuvo dos subcampeonatos de marcas de clase en 2012 y 2013. Para 2014, la marca compitió con el Toyota TS040 Hybrid en el Mundial de Resistencia; a pesar de no conseguir la victoria en Le Mans, el sport prototipo sucesor de TS030 logró cinco victorias en las 8 fechas del campeonato, logrando el título de pilotos absoluto con Sébastien Buemi y Anthony Davidson, y el título de marcas de la clase LMP1.
En el Campeonato Mundial de Resistencia de la FIA 2014, Toyota ganó el campeonato de Fabricantes y los pilotos del equipo Toyota Anthony Davidson y Sébastien Buemi ganaron el campeonato de Pilotos con el Toyota TS040 Hybrid.
En 2016, lideraron las 24 Horas de Le Mans durante 23 horas y 55 minutos, hasta que el auto se detuvo debido a una falla mecánica, y el entonces segundo lugar Porsche los adelantó para llevarse la victoria. El otro Toyota pasó a terminar segundo. El Toyota líder inicial finalmente completó la última vuelta en 11 minutos y 55 segundos, pero no fue clasificado, ya que no pudo terminar la última vuelta en 6 minutos como lo requiere el reglamento de carrera 10.5.
Después de la temporada 2017, tanto Audi como Porsche dejaron la serie, dejando a Toyota como la única escudería fabricante y el único híbrido en la serie, incluida Le Mans.
En 2018, Toyota rompió su historial de malos resultados en Le Mans cuando el Toyota TS050 Hybrid #8 ganó la carrera, convirtiéndose en el segundo fabricante japonés después de Mazda en ganar esta carrera.

## CART e IndyCar Series
Toyota compitió en la CART de 1996 a 2002. Los primeros años en la serie estuvieron marcados por dificultades. Los automóviles Toyota, propulsando a los equipos All-American Racers y Arciero-Wells, sufrieron al final de la parrilla, lentos y poco fiables. Hacia fines de la década de 1990, Toyota comenzó a ver mejorar su suerte. Alex Barron lideró 12 vueltas del Gran Premio de Vancouver de 1998 conduciendo un monoplaza con motor Toyota. En la última carrera de la temporada 1999 en el California Speedway, Scott Pruett obtuvo la pole position.

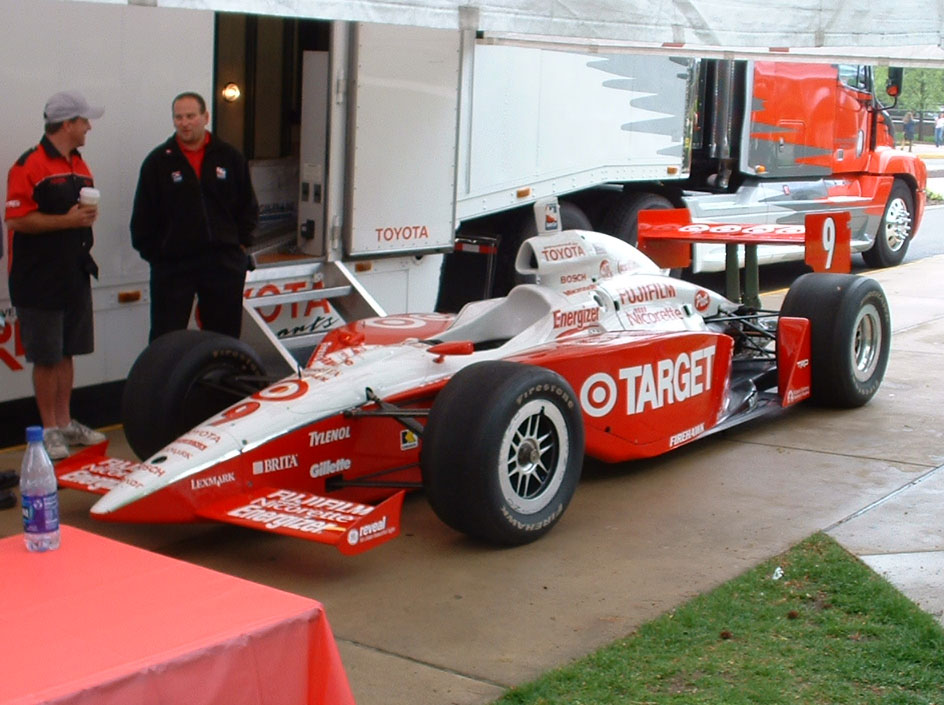
El monoplaza de Chip Ganassi Racing conducido por Scott Dixon se proclamó campeón de la temporada 2003 de la IndyCar Series.

El año siguiente, Juan Pablo Montoya dio a Toyota su primera victoria en CART en el Milwaukee Mile, la primera de las cinco carreras ganadas ese año por los motores Toyota. Toyota ganó seis carreras en 2001. En 2002, el último año de Toyota en el campeonato, dio una vuelta completamente de su mal debut. Toyota ganó el campeonato de fabricantes, 10 carreras y Cristiano da Matta llevó el motor Toyota al campeonato de conductores, con Bruno Junqueira, también con motor Toyota, acabando segundo.
Toyota emigró de la CART a la IndyCar Series en 2003 y proporcionó soporte de fábrica a los antiguos equipos CART Penske Racing y Chip Ganassi Racing así como a otros equipos. Fueron uno de los mejores motores en su primer año, ganando las 500 millas de Indianápolis con Gil de Ferran, y el campeonato con Scott Dixon. No obstante, 2004 y 2005 no fueron tan buenos y las victorias fueron pocas y distantes. Después de la temporada de 2005, los equipos de Penske y Ganassi anunciaron que cambiarían a los motores de Honda, dejando a Toyota sin participantes en el campeonato. Como resultado de esto y su intento de redestinar recursos para el NASCAR, Toyota anunció su salida de la categoría. 
Toyota aún permaneció en la Serie IndyCar como patrocinador principal del Gran Premio de Long Beach desde 2009 hasta 2018 hasta que fue reemplazado por Acura.

## NASCAR
Toyota corre con el Toyota Camry en la serie de NASCAR: NASCAR Cup Series, el Toyota Supra en la Serie Xfinity, y la Toyota Tundra en el NASCAR Camping World Truck Series.

### Goody's Dash Series

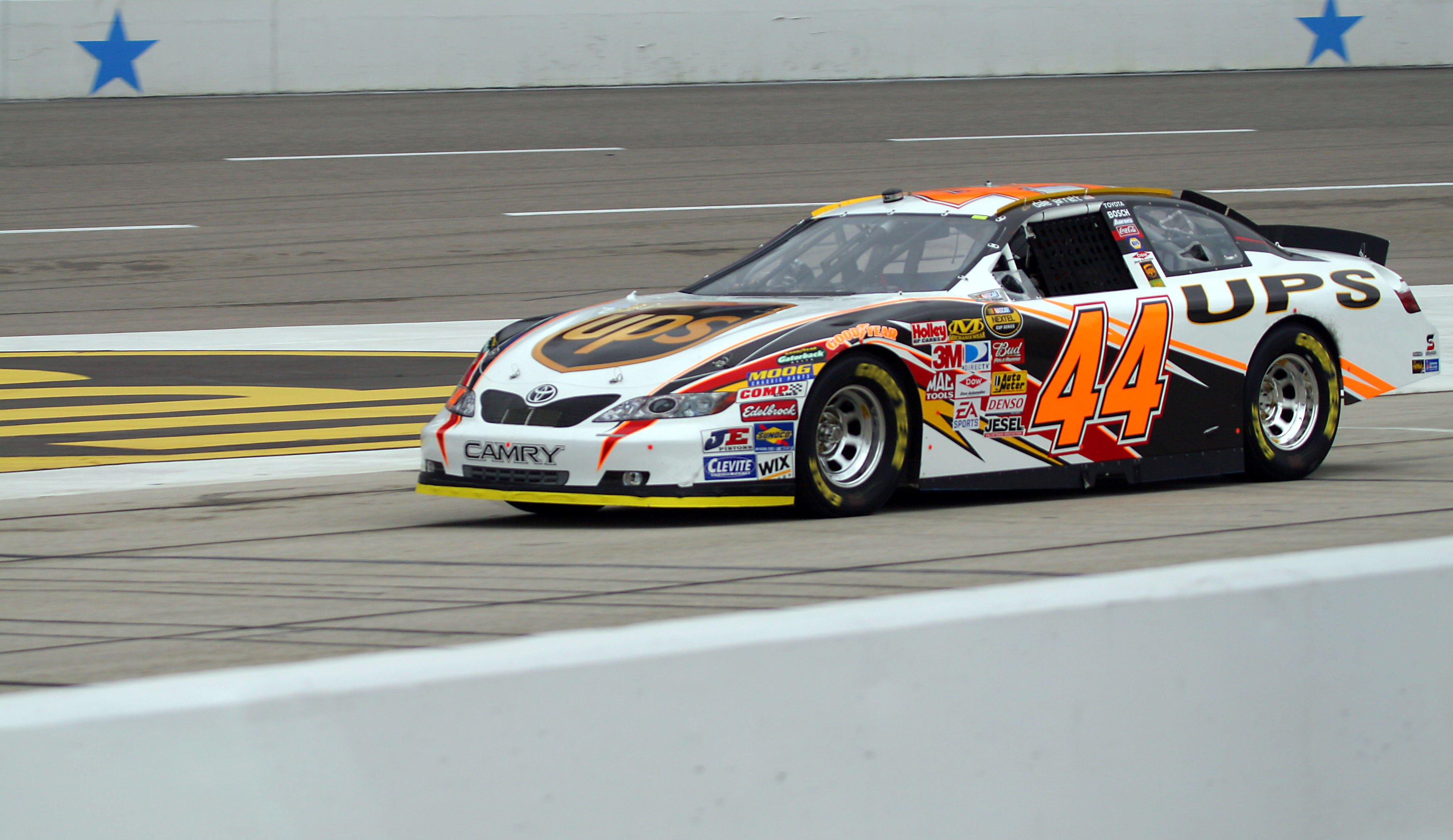
Dale Jarrett ingresa a la calle de pits en Texas en el Nº 44 UPS Toyota Camry en su temporada inaugural.

En 1982, Davey Allison condujo un Toyota Celica en la entonces llamada NASCAR International Sedan Series, donde lo sacarían de la carrera por problemas mecánicos. Toyota hizo su primer movimiento apoyado por la fábrica en las filas de NASCAR con la introducción de su programa V6- Celica Goody's Dash en 2000. Robert Huffman ayudó a que Toyota se convirtiera en un contendiente legítimo por el título de la serie en su segunda temporada, mientras que se ubicó segundo en el campeonato tanto en 2001 como en 2002. En 2003, Huffman se abrió paso para convertirse en el primer campeón de NASCAR de Toyota en ganar el título de la serie.

### Truck Series

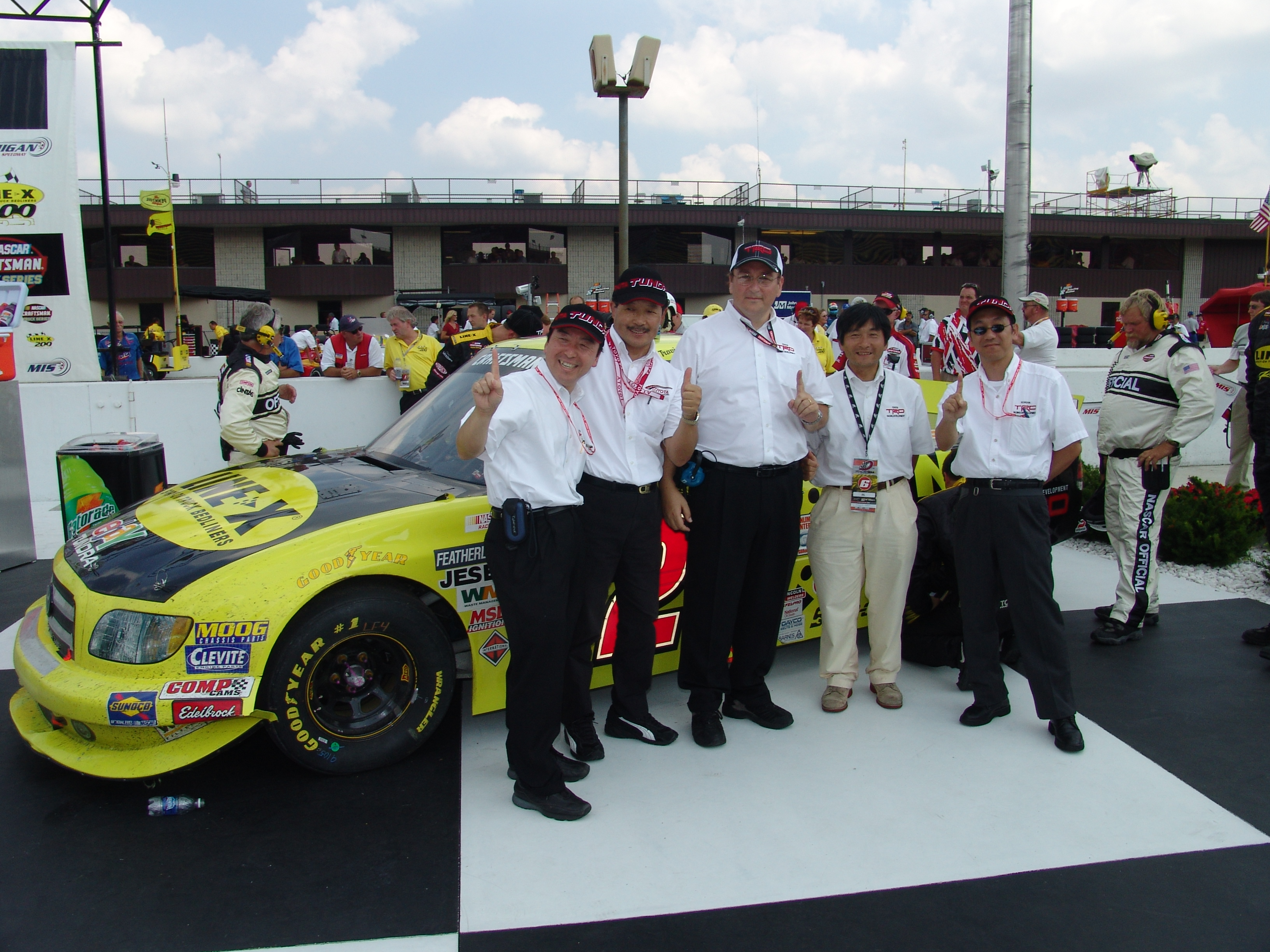
Ejecutivos de Toyota frente a la camioneta que ganó la primera carrera de la serie nacional de Toyota.

A partir de la temporada 2021, Clay Greenfield Motorsports, Halmar Friesen Racing, Hattori Racing Enterprises, Kyle Busch Motorsports, McAnally-Hilgemann Racing, Spencer Davis Motorsports y ThorSport Racing actualmente corren con el modelo la Tundra en la NASCAR Camping World Truck Series. Travis Kvapil le dio a Toyota su primera victoria en una serie nacional de NASCAR, en lo que entonces era la NASCAR Craftsman Truck Series, en el 2004 Line-X 200 en Michigan International Speedway en su Tundra patrocinado por Line-X y propiedad de Bang! Racing.
Todd Bodine se convirtió en el primer piloto en darle a Toyota un campeonato de NASCAR al ganar el título de la Serie de Camionetas en 2006. Otros campeonatos de pilotos ganados por Toyota incluyen a Johnny Benson Jr. en 2008, Bodine en 2010, Matt Crafton en 2013 y 2014, Christopher Bell y Brett Moffitt en 2018. Varios conductores de alto perfil como Kimi Räikkönen y Nelson Piquet Jr. habían probado o conducido camiones Toyota dentro de la serie.

### Xfinity Series
A partir de la temporada 2021, Joe Gibbs Racing, MBM Motorsports y Sam Hunt Racing corren Supras en la NASCAR Xfinity Series. Jason Leffler le dio a Toyota su primera victoria en la serie (entonces conocida como la Serie Busch) en el Kroger 200 en O'Reilly Raceway Park el 28 de julio de 2007, en su Camry propiedad de Braun Racing. Desde 2019, Toyota ha ejecutado el Supra en la serie.
Kyle Busch ganó el campeonato de pilotos en 2009, mientras que Daniel Suárez lo hizo en 2016 y Daniel Hemric en 2021.

### Cup Series

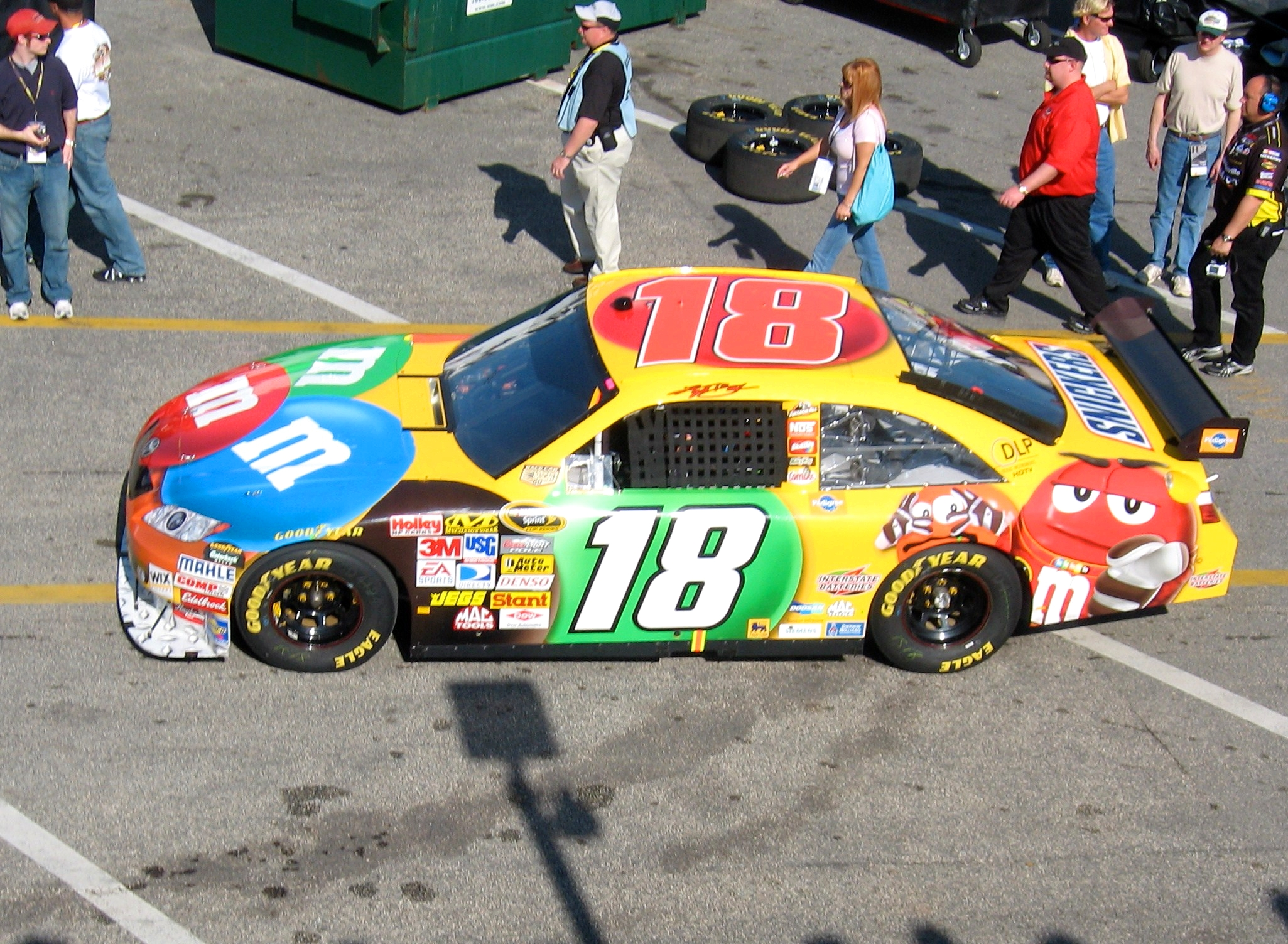
Kyle Busch le ha dado a Toyota más de 150 victorias en las tres series nacionales de NASCAR

A partir de la temporada 2021, 23XI Racing, Gaunt Brothers Racing, Joe Gibbs Racing y MBM Motorsports corren con Toyota Camrys en la NASCAR Cup Series.
Después del éxito en la Craftsman Truck Series, Toyota pasó a las entonces Busch Series y Nextel Cup Series con el Toyota Camry en 2007. Dos equipos relativamente nuevos, Michael Waltrip Racing y Red Bull Racing Team, junto con el veterano equipo de la Copa, Bill Davis Racing, encabezaron el programa inicial de la Copa Toyota. Toyota tuvo problemas en su primera temporada en la serie, aprovechando solo dos poles en 36 carreras y registrando solo cinco resultados entre los 5 primeros y diez entre los 10 primeros en 7 equipos de Toyota. Después de la temporada 2007, Toyota agregó al tres veces campeón Joe Gibbs Racing y su afiliado Hall of Fame Racing a la alineación del Camry. BAM Racing también se unió a Toyota Motorsports a principios de la temporada 2008.
Kyle Busch le dio a Toyota su primera victoria en la Copa en el Kobalt Tools 500 en Atlanta Motor Speedway el 9 de marzo de 2008; Lideró 173 vueltas, el máximo de la carrera, en su Camry patrocinado por Snickers, propiedad de Joe Gibbs Racing. Al final de la temporada 2008, Toyota tenía 10 victorias y Denny Hamlin y Busch terminaron octavo y décimo respectivamente en la Caza 2008 por la Copa Sprint. En 2009, Toyota continuaría su carrera exitosa con otras 10 victorias, 4 cada una para los pilotos estrella Hamlin y Busch junto con victorias sorpresa de David Reutimann de MWR y Brian Vickers de Red Bull. Para entonces, Toyota se había establecido como un ganador regular en la serie principal de NASCAR, pero un campeonato aún se les escapaba. Después de 10 temporadas de victorias consecutivas, Toyota estaba listo para desafiar al cuatro veces campeón defensor de la serie Jimmie Johnson y al gigante de Chevrolet por la corona. Después de un comienzo tórrido de Johnson con victorias en tres de las primeras cinco carreras, Hamlin emergió como una amenaza real para el equipo dominante de Hendrick Motorsports. Hamlin ganaría ocho carreras para Toyota durante la campaña de 2010 y mantendría el liderato en los puntos antes de la última carrera de la temporada antes de que un incidente inoportuno le costara el título. 2011 resultaría ser un año ligeramente malo para Toyota, ya que el equipo insignia JGR luchó por encontrar la velocidad que habían mostrado el año anterior.
La campaña de 2012 supuso un cambio para Toyota, ya que fusionaron los programas de motores con Joe Gibbs Racing. Hasta este punto, JGR había estado construyendo sus motores Toyota internamente bajo Mark Cronquist, mientras que las instalaciones de TRD de Toyota en California suministraban el equipo de Michael Waltrip. La fusión de motores proporcionó más colaboración y recursos compartidos entre los mejores equipos de Toyota con todos los motores producidos por TRD en California. Como resultado, MWR emergió con una ejercicio más consistente, ganando tres carreras con la nueva incorporación Clint Bowyer y mostrando un ritmo mucho mejor con todos sus autos. Este aumento en el rendimiento, junto con otras cinco victorias del Hamlin de JGR, hizo que la temporada de debut de la nueva asociación de motores fuera exitosa.
En 2013, JGR contrató al veterano piloto Matt Kenseth de Roush Fenway Racing y Ford para conducir el icónico auto Nº 20 en lo que demostraría ser una pareja tremendamente exitosa. Kenseth, en su temporada de debut con Toyota, ganó una serie de siete carreras en 2013 y desafió por el campeonato en lo profundo de la persecución antes de quedarse corto ante Jimmie Johnson. 2013 demostraría ser el mejor de Toyota en NASCAR, acumulando 14 victorias y desafiando el dominio absoluto de Chevrolet en el campeonato de fabricantes. Después del éxito de 2013, la campaña de 2014 demostraría ser una lucha monumental para Toyota. Después de sufrir una serie de problemas de confiabilidad del motor, Toyota se vio obligada a reducir el rendimiento de sus motores TRD en aras de la preservación. Los problemas de confiabilidad desaparecieron, pero como resultado de los cambios, los conductores de Toyota se encontraron con un déficit significativo de caballos de fuerza con respecto a sus rivales Chevrolet y Ford. Busch ganaría en Auto Club Speedway en marzo y Hamlin agregaría una victoria con placa restrictiva en abril en Talladega Superspeedway, que demostraría ser la última victoria de Toyota de la temporada. Toyota no volvería a ganar durante casi un año, hasta que la victoria de Hamlin en Martinsville Speedway en la sexta carrera de la temporada 2015 pusiera fin a la sequía. Busch, quien se perdió las primeras 11 carreras de la temporada con una pierna rota, ganaría a Toyota su primer campeonato de pilotos ese año.
En 2015, Furniture Row Racing cambió de Chevrolet a Toyota y se alió con JGR. Dos años más tarde, Martin Truex Jr. del equipo le ganó al fabricante un segundo título de piloto al liderar un 1-2 en el campeonato Toyota con Busch.  FRR cesó sus operaciones después de la temporada 2018, y Leavine Family Racing hizo su propio cambio a Toyota para 2019. Ese año, Busch ganó su segundo campeonato. LFR se retiró después de la temporada 2020 y su alianza con Toyota fue reemplazada por el recién formado 23XI Racing.

## Toyota Gazoo Racing
Toyota Gazoo Racing, es el nombre con el que se conoce a partir del año 2015 al brazo deportivo de Toyota. El mismo, es una estructura encargada de la representación de la marca japonesa a nivel global en las distintas disciplinas del deporte motor en las que la marca participa. Internamente, cuenta con distintas divisiones que asumen la responsabilidad de llevar adelante el nombre, la imagen y la atención de los equipos que representan a Toyota en cada categoría, las cuales son identificadas con las siglas de las categorías en las que participan (a nivel mundial), o bien del país del que son originarias (nivel local o internacional).

## Toyota Gazoo Racing Argentina

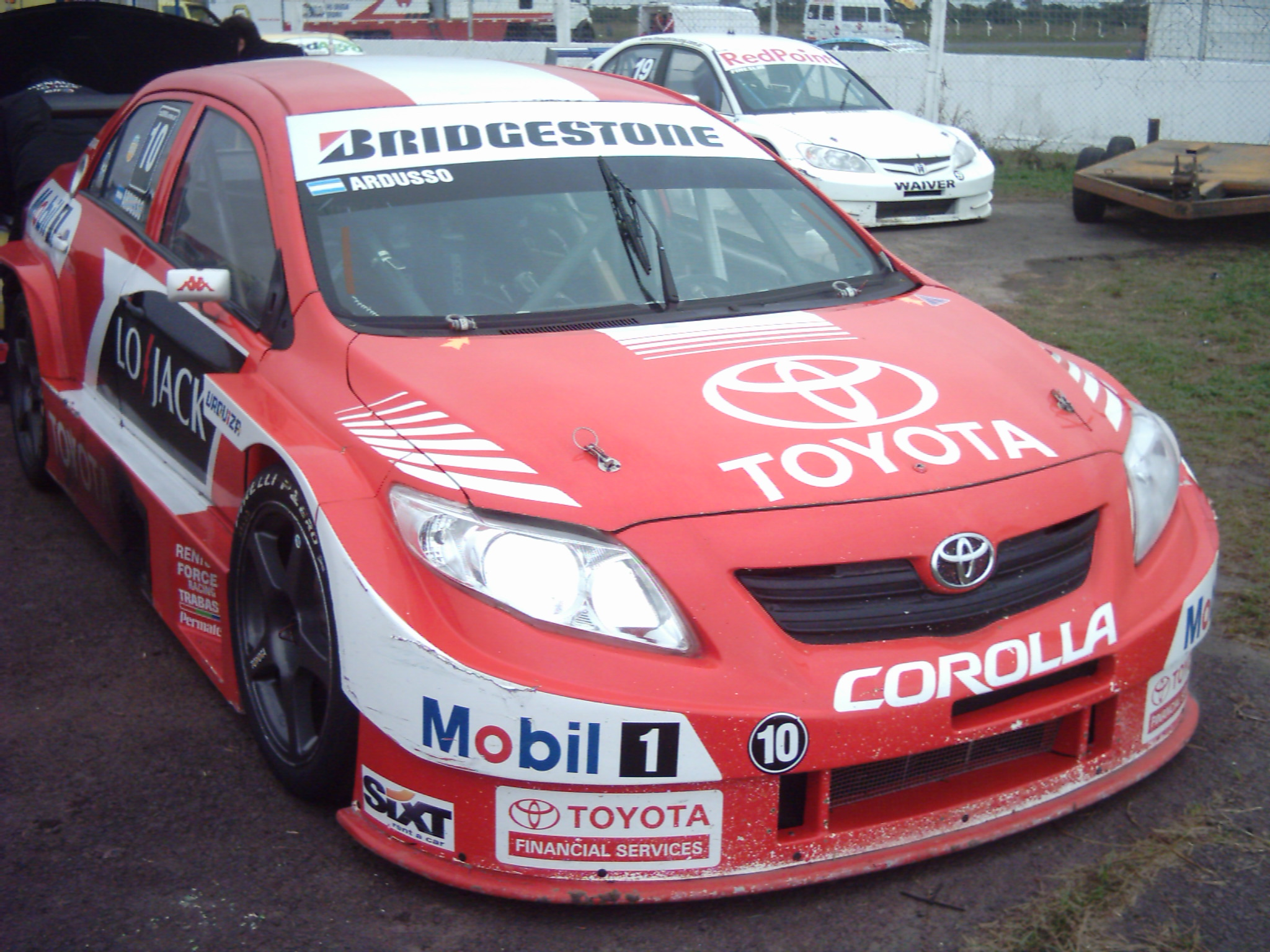
Toyota Corolla TC 2000 (temporada 2019).

Toyota Gazoo Racing Argentina, anteriormente Toyota Team Argentina, es propiedad de la subsidiaria nacional de Toyota. Compiten en los campeonatos Súper TC 2000, Top Race V6 y Turismo Nacional. Su etapa más exitosa es en el Súper TC 2000 (anteriormente TC 2000), donde han ganado tres campeonatos de pilotos: Norberto Fontana en 2002 y Matías Rossi en 2011 y 2013.